# Vozhminite
La vozhminite è un minerale.